# Mr. Pringle and Success
Mr. Pringle and Success è un cortometraggio muto del 1917 prodotto dalla Essanay di Chicago.

## Produzione
Il film fu prodotto dalla Essanay Film Manufacturing Company.

## Distribuzione
Distribuito dalla General Film Company, il film - un cortometraggio di due bobine - uscì nelle sale cinematografiche USA nel luglio 1917